# 17 Pułk Artylerii Pancernej
17 Pułk Artylerii Pancernej (17 papanc) – oddział wojsk pancernych ludowego Wojska Polskiego.

## Formowanie i zmiany organizacyjne
Na podstawie rozkazu Nr 0045/Org. Ministra Obrony Narodowej z 17 maja 1951 i rozkazu Nr 0026/Org. dowódcy Okręgu Wojskowego Nr IV z 22 kwietnia 1952 został sformowany 17 pułk artylerii pancernej. Termin zakończenia formowania został określony na 1 grudnia 1952.
Pułk został utworzony w garnizonie Żagań, w kompleksie koszarowym przy ulicy Szosa Żarska, na bazie batalionu artylerii pancernej 8 pułku czołgów. Jednostka została zorganizowana według etatu Nr 5/85 o stanie 757 żołnierzy i 12 pracowników cywilnych. Pułk wchodził w skład 11 Dywizji Zmechanizowanej.
Na podstawie rozkazu Nr 0025/Org. Ministra Obrony Narodowej z 2 kwietnia 1957 batalion został rozformowany w terminie do 15 sierpnia 1957.

## Struktura organizacyjna
Struktura organizacyjna pułku artylerii pancernej według etatu Nr 5/85 z dnia 3 marca 1951
- dowództwo,
- 1 batalion artylerii pancernej,
- 2 batalion artylerii pancernej (skadrowany),
- batalion czołgów ciężkich,
- batalion fizylierów,
- kompania technicznego zaopatrzenia,
- pluton saperów .

Na podstawie rozkazu Nr 0056/Org. Ministra Obrony Narodowej z dnia 19 września 1955 pułk został przeformowany w 36 Batalion Czołgów i Artylerii Pancernej. Termin zakończenia przeformowania został określony na dzień 20 grudnia 1955. Nowa jednostka została zorganizowana według etatu Nr 5/167 o stanie 519 wojskowych i 11 pracowników cywilnych. Zachowany został numer jednostki „2555”.
Struktura organizacyjna batalionu czołgów i artylerii pancernej Dywizji Zmechanizowanej typu A według etatu Nr 5/167 z 19 września 1955
- dowództwo,
- 1 kompania czołgów średnich,
- 2 kompania czołgów średnich,
- 1 kompania dział pancernych
- 2 kompania dział pancernych (skadrowana),
- kompania piechoty zmotoryzowanej,
- bateria przeciwlotnicza,
- pluton łączności,
- pluton saperów,
- pluton transportowo-gospodarczy,
- drużyna rozpoznawcza,
- drużyna rozpoznania chemicznego,
- drużyna regulacji ruchu.